# Teruelius
Genre
Teruelius est un genre de scorpions de la famille des Buthidae.

## Distribution
Les espèces de ce genre sont endémiques de Madagascar,.

## Liste des espèces
Selon The Scorpion Files (19/09/2022) :
- Teruelius ankarafantsika (Lourenço, 2003)
- Teruelius ankarana (Lourenço & Goodman, 2003)
- Teruelius annulatus (Fage, 1929)
- Teruelius bemaraha (Lourenco, Wilmé & Waeber, 2018)
- Teruelius bicolor (Lourenço, 2012)
- Teruelius bistriatus (Kraepelin, 1900)
- Teruelius eliseanneae (Lourenço & Wilmé, 2016)
- Teruelius feti (Lourenço, 1996)
- Teruelius flavopiceus (Kraepelin, 1900)
- Teruelius ganzhorni (Lourenço, Wilmé & Waeber, 2016)
- Teruelius grandidieri (Kraepelin, 1900)
- Teruelius haeckeli Lowe & Kovařík, 2022
- Teruelius intertidalis (Lourenço, 1999)
- Teruelius limbatus (Pocock, 1889)
- Teruelius magalieae (Lourenço, 2014)
- Teruelius mahafaliensis (Lourenço, Goodman & Ramilijaona, 2004)
- Teruelius makay (Lourenço & Wilmé, 2015)
- Teruelius mavo (Lourenço & Rossi, 2020)
- Teruelius olgae (Lourenço, 2004)
- Teruelius rossii (Lourenço, 2013)
- Teruelius sabineae (Lourenço & Wilmé, 2016)
- Teruelius waeberi (Lourenço & Wilmé, 2016)

## Systématique et taxinomie
Ce genre a été décrit par Lowe et Kovařík en 2019 dans les Buthidae. Il est placé en synonymie avec Grosphus par Lourenço, Rossi, Wilmé, Raherilalao, Soarimalala et Waeber en 2020. Il est relevé de synonymie par Lowe et Kovařík en 2022.

## Étymologie
Ce genre est nommé en l'honneur de Rolando Teruel.

## Publication originale
- Lowe & Kovařík, 2019 : « Review of Grosphus Simon, 1880, with description of Teruelius gen. n., a new buthid genus from Madagascar (Scorpiones: Buthidae). » Euscorpius, no 281, p. 1–128 (texte intégral).